# Шитов, Владислав Алексеевич
Владисла́в Алексе́евич Ши́тов (род. 7 мая 2003, Ярославль) — российский футболист, нападающий «Крыльев Советов».

## Клубная карьера

### Ранние годы
Начал заниматься футболом в родном Ярославле с шестилетнего возраста вместе с братом-близнецом Виталием в общеразвивающей группе, куда их отвели родители. Позже Владислав вместе с братом были приглашены в филиал академии «Шинника», а потом и в основную академию ярославского клуба. Первый тренер — Ренат Дубинский. В 12 лет братья вместе с «Шинником» приехали на турнир в Москву, хорошо показали себя, и были приглашены на просмотр в московские «Локомотив», ЦСКА и «Спартак». Братья перешли в академию «Спартака», так как отец футболистов всегда симпатизировал этому клубу. 13 мая 2017 года вместе со «Спартаком-2003» стал победителем первенства России среди команд спортивных школ, в финальном матче против «Краснодара» Владислав забил мяч. В декабре 2018 года был признан Московской федерацией футбола лучшим футболистом Москвы среди игроков 2003 года рождения.

### «Спартак» (Москва)
С лета 2019 года выступал в Юношеской футбольной лиге. Дебютировал в ЮФЛ 3 августа 2019 года в матче 1-го тура против «Строгино» (0:0). Первый мяч в ЮФЛ забил 25 сентября 2019 года в матче против московского «Динамо» (2:1). Всего в ЮФЛ провёл 11 матчей и забил пять мячей. С лета 2020 года начал привлекаться в состав фарм-клуба «Спартака-2». Дебютировал в первенстве ФНЛ 22 августа 2020 года в матче 5-го тура против омского «Иртыша» (5:0) выйдя во втором тайме, также забил свои первые мячи на профессиональном уровне, оформив дубль. В сезоне 2020/21 в ФНЛ провёл 23 матча и забил пять мячей, также провёл четыре матча и забил два мяча в молодёжном первенстве. Дебютировал в молодёжном первенстве 13 декабря 2020 года в матче 14-го тура против тульского «Арсенала» (1:0), в котором также забил мяч. 26 июля 2021 года продлил контракт со «Спартаком» до лета 2024 года.
С ноября 2021 года начал попадать в заявку на матчи основного состава «Спартака». Дебютировал за клуб 13 декабря 2021 года в матче 18-го тура чемпионата России против «Сочи» (0:3) выйдя на 88-й минуте вместо Александра Ломовицкого. 16 мая 2022 года в матче 37-го тура первого дивизиона ФНЛ против «КАМАЗа» (3:0) забил мяч и тем самым повторил рекорд второй команды по голам за сезон в ФНЛ, который принадлежал Денису Давыдову и Александру Руденко. Всего за «Спартак-2» выступал с 2020 по 2022 год, проведя 51 матч и забив 18 мячей. 22 июля 2022 года был признан лучшим молодым игроком ФНЛ сезона 2021/22. 30 июня 2022 года вместе с братом продлил контракт со «Спартаком» до 31 мая 2026 года.

### «Крылья Советов»
15 июля 2022 года на правах аренды перешёл в «Крылья Советов» до конца сезона 2022/23. Дебютировал за клуб 16 июля 2022 года в матче 1-го тура чемпионата России против «Оренбурга» (4:2), выйдя на замену на 87-й минуте вместо Максима Глушенкова. Первый мяч за «Крылья Советов» и в чемпионате России забил 31 июля 2022 года в матче 3-го тура московскому «Торпедо» (1:1), отличившись на 68-й минуте.
23 февраля 2023 года «Крылья Советов» объявили о выкупе Шитова у «Спартака» и заключили с ним контракт на 3,5 года.

## Карьера в сборной
С 2018 года регулярно вызывался в сборные России различных возрастов. В 2018 году под руководством тренера Станислава Коротаева за сборную до 15 лет провёл семь матчей и забил один мяч, а за команду до 16 лет под руководством Дмитрия Хомухи провёл пять матчей и забил два мяча. С 2019 по 2020 год выступал за сборную России до 17 лет и провёл шесть матчей. В 2021 году вызывался в команду до 18 лет, за которую провёл пять матчей и забил один мяч.
27 августа 2021 года был впервые вызван Станиславом Коротаевым в юношескую сборную России до 19 лет. 2 сентября 2021 года дебютировал за сборную до 19 лет в матче против Франции (2:5), первый мяч забил 9 октября 2021 года в матче против Болгарии (2:0).
15 сентября 2022 года был впервые вызван Михаилом Галактионовым в молодёжную сборную России. Дебютировал за сборную 21 сентября 2022 года в товарищеском матче против молодёжной сборной Беларуси (6:1) выйдя на 46-й минуте, а на 64-й минуте забил свой первый мяч за сборную.

## Личная жизнь
Брат-близнец — Виталий, также футболист, полузащитник московского «Спартака», выступающий на правах аренды за «Тюмень».

## Достижения
«Спартак»
- Финалист Суперкубка России: 2022

Личные
- Лучший молодой игрок ФНЛ: 2021/22[14]

## Клубная статистика
| Выступление      | Выступление      | Выступление      | Лига | Лига | Кубки | Кубки | Итого | Итого |
| Клуб             | Лига             | Сезон            | Игры | Голы | Игры  | Голы  | Игры  | Голы  |
| ---------------- | ---------------- | ---------------- | ---- | ---- | ----- | ----- | ----- | ----- |
| Спартак (Москва) | РПЛ              | 2021/22          | 2    | 0    | —     | —     | 2     | 0     |
| Спартак (Москва) | Итого            | Итого            | 2    | 0    | —     | —     | 2     | 0     |
| → Спартак-2      | ФНЛ              | 2020/21          | 23   | 5    | —     | —     | 23    | 5     |
| → Спартак-2      | ФНЛ              | 2021/22          | 28   | 13   | —     | —     | 28    | 13    |
| → Спартак-2      | Итого            | Итого            | 51   | 18   | —     | —     | 51    | 18    |
| Крылья Советов   | РПЛ              | 2022/23          | 23   | 2    | 11    | 0     | 34    | 2     |
| Крылья Советов   | РПЛ              | 2023/24          | 13   | 3    | 5     | 0     | 18    | 3     |
| Крылья Советов   | Итого            | Итого            | 36   | 5    | 16    | 0     | 52    | 5     |
| Всего за карьеру | Всего за карьеру | Всего за карьеру | 89   | 23   | 16    | 0     | 105   | 23    |